# General Dynamics F-16 Fighting Falcon
General Dynamics F-16 Fighting Falcon, förkortat F-16 Fighting Falcon eller F-16 (även känd under det inofficiella smeknamnet Viper), är ett lätt USA-byggt enhetsflygplan ursprungligen utvecklat för USA:s flygvapen som nu finns i tjänst i 25 länder världen över. Det är ett av de viktigaste stridsflygplanen i västvärlden sett till antalet användare, och har spelat en viktig roll i flera konflikter sedan början av 1980-talet, inklusive första och andra Gulfkriget. 
Både i Danmarks och Norges flygvapen har F-16 utgjort det huvudsakliga stridsflygplanet från 1980-talet och fram till 2020-talet.

## Bakgrund
Planet har sitt ursprung hos General Dynamics, senare en del av Lockheed Martin. I bakgrunden fanns en trend som tog sig uttryck i att nya jaktplan hade en tendens att vara mycket dyrare än de flygplansmodeller de skulle ersätta. Om man undersöker amerikanska flygvapnets jaktplan mellan P-51 Mustang som lanserades under andra världskriget och F-15 Eagle som kom i tjänst 1974 har varje flygplan varit ungefär två till fyra gånger dyrare än sin föregångare. Det har i sin tur inneburit att antalet flygplan i tjänst minskat. Då nyare konstruktioner har haft högre prestanda har det argumenterats att en mindre styrka moderna flygplan trots allt är kostnadseffektivare, men även inom en stormakt som USA började det talas om en smärttröskel när antalet tillgängliga plan helt enkelt blev för lågt med tanke på de uppgifter som flygvapnet skulle utföra. Dessutom dominerade mindre och enklare konstruktioner på exportmarknaden, där till exempel den avancerade Convair F-106 Delta Dart inte fick en enda kund, medan den enklare F-5 Freedom Fighter/Tiger II blev en storsäljare.
En annan trend som börjat synas i Vietnam, i konflikterna i Mellanöstern och i krigen mellan Indien och Pakistan var att kurvstrider fortfarande var aktuella. USAF hade i likhet med många andra förutsett en framtid där luftstrider skulle avgöras på långt håll med jaktrobotar. Brittiska RAF hade till och med förutsett att de inte skulle behöva några nya jaktplan överhuvudtaget då moderna luftvärnssystem skulle göra dem onödiga. I Vietnam visade det sig att lätta och billiga flygplan som MiG-21 kunde komma nära inpå större och till synes mer avancerade motståndare som F-4 Phantom II. På nära håll hade MiG-planen övertaget till följd av sin automatkanon och bättre manövrerbarhet. Ett lättare och mindre flygplan skulle automatiskt bli billigare, vilket skulle göra det möjligt att möta båda dessa behov. I de linjedragningar USAF gjort redan 1965 hade man därför planerat att nästa generation av jaktplan skulle bestå av två olika flygplanstyper: en tyngre ersättare till F-4, kallade Fighter Experimental eller FX, och ett nytt lätt jaktplan, kallad Advanced Day Fighter eller ADF. ADF skulle ha prestanda som låg minst 25% över vad MiG-21 hade.
FX-programmet fick till att börja med prioritet, bland annat efter att Sovjet tagit i bruk MiG-25, ett tungt jaktplan som var kapabelt att nå Mach 3. FX framstod som det givna svaret på detta nya hot efter att YF-12 lagts ner. Kontraktet för att ta fram FX gick till slut till McDonnell Douglas som tog fram F-15 Eagle.
Trots det levde ADF vidare, mycket tack vare major John Boyd. Han lanserade en teori som byggde på att det som ett manövrerbart flygplan behöver för att få överhanden i en kurvstrid var en kraftfull motor. Detta kom sig av att när ett plan svänger så förlorar det energi, och den energin måste ersättas av mera kraft från motorn eller av att planet dyker. En kurvstrid kunde enligt Boyd närmast ses som ett exempel på energiomvandling. Enligt denna enkla princip skulle FX kräva en mycket starkare motor än de befintliga.
Pratt & Whitney tog ungefär samtidigt fram en ny turbofläktmotor benämnd F100. Även om motorn i första hand var framtagen för FX gav dess prestanda även möjlighet att skapa ett enmotorigt stridsflygplan med god dragkraft i förhållande till vikt. Dessutom skulle det vara möjligt att skapa ett litet flygplan med relativt god räckvidd, något som tidigare ansetts vara nära på omöjligt i USAF:s ledande kretsar.
Planerna på ett litet jaktplan sågs inte med blida ögon av alla, och både inom delar av flygindustrin, USAF och försvarsdepartement ansågs det att projektet stred mot rådande traditioner och tog resurser från viktigare projekt, exempelvis FX. Trots det så lämnades en request for proposals ut i början av 1972 för vad som nu kommit att döpas till Lightweight Fighter, LWF.

## Utveckling

### Offertförfrågningar

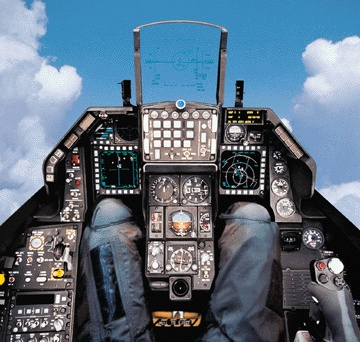
Cockpiten i en F-16C.

LWF skulle ske enligt ett nytt system, taget i bruk för att ytterligare sänka kostnaderna i samband med anskaffningen av nya flygplan. Systemet gick ut på att försöka hålla de uttalade prestandakraven till ett minimum, samtidigt som man betonade att budgetanslagen för hela projektet var begränsade och att man inte automatiskt kunde utgå från att flygvapnet skulle satsa på LWF i det långa loppet. För att ytterligare skärpa tävlingen skulle två olika projekt få medel att bygga flygande prototyper, som sedan skulle mötas i en serie tester för att få fram vilket som var bäst.
Av kostnadsskäl skulle LWF inte nödvändigtvis kunna mäta sig med de nyaste sovjetiska modeller på varje enskilt område, bland annat skulle MiG-25:s fenomenala hastighet inte utmanas. Flygplanet planerades istället för att vara så mångsidigt som möjligt, speciellt inom de områden som USAF trodde skulle bli aktuella i framtida flygkrig. De givna parametrarna var en höjd på mellan 9 000 och 12 000 meter i hastigheter mellan Mach 0,9 och 1,6. Den föreskrivna höjden var antagligen den grövsta missbedömningen som skedde i samband planerandet av ADF/LWF, men F-16 har med framgång opererat på den låga höjd som idag är standard i moderna konflikter.
Av de fem företag som gav offerter valde flygvapnet ut General Dynamics och Northrop för att bygga prototyperna. Northrop hade med den tidigare nämnda F-5 visat att de kunde konstruera lätta jaktplan. General Dynamics föregående stridsflygplan hade varit det stora, och som jaktplan misslyckade, F-111. Northrops förslag, YF-17, var slutprodukten av en lång serie studier som företaget gjort sedan F-5, och var baserat på liknande principer. Bland annat använde den en två-motorig layout, vilket i teorin ökade säkerheten.
Kontraktet var formulerat som att LWF i första hand var ett provflygplan för att visa hur existerande och ny teknologi skulle kunna integreras i ett modernt lätt stridsflygplan, men flygvapnet hade också en option på 300 jaktplan utvecklade ur LWF.
För att få fram en lämplig motor till planet hade också två företag fått varsitt kontrakt. Pratt & Whitney skulle ta fram en variant av den tidigare nämnda F100 skräddarsydd för enmotoriga flygplan, medan General Electric fick ett kontrakt på den helt nya YF101. YF101 var en mindre motor, och passade utmärkt in i Northrops koncept med ett lätt tvåmotorigt flygplan.

### Prototyper
Den första prototypen stod klar i Fort Worth den 13 december 1973. Den flög första gången 20 januari följande år i samband med vad som ursprungligen planerats som enbart ett höghastighetsprov på marken. Efter att planet rests på två hjul började nosen oscillera, och piloten tog beslutet att det säkraste sättet att få situationen under kontroll var att lyfta. Efter en flygtur på sex minuter landade planet utan problem.
Oscillationerna visade sig vara pilotframkallade till följd av det känsliga styrreglaget, och för att minska risken för liknande problem i framtiden skrevs styrprogrammet om så att känsligheten minskades med hälften så länge planet befann sig på marken. I detta skede gjordes inga ändringar som berörde styrprogrammet efter att planet kom upp i luften, då de ansågs tillfredsställande.
Den första officiella flygturen följde den 2 februari, och markerade början på det egentliga utprovningsprogrammet. Ett mindre problem med bränslesystemet ledde till att planet för ett kort tag endast fick flygas inom en relativt kort avstånd från flygfältet. Den andra prototypen flög i maj, och påverkades också av de här restriktionerna. Bägge prototyperna deltog sedan i försöksprogrammet tillsammans med YF-17, och vid det här laget stod det klart att flygvapnet tänkte utveckla vinnaren av LWF-programmet till ett operativt flygplan inom ramarna för ett projekt som gick under beteckningen Air Combat Fighter, ACF. Samtidigt hade representanter för fyra västeuropeiska NATO-länder anmält sitt intresse. Belgien, Danmark, Nederländerna och Norge hade alla köpt F-104G Starfigher, och sökte nu efter en efterträdare. Ytterligare en potentiell kund var den amerikanska flottan som under Navy Air Combat Fighter-programmet sökte en ersättare åt F-4 Phantom och A-7 Corsair.
De europeiska länderna ville snabba på programmet, och ville ha ett beslut i september 1974 istället för maj 1975 som planerats. Det ansåg amerikanerna att var omöjligt, då liknande testprogram i allmänhet beräknades räcka ungefär två och ett halvt år. En kompromiss uppnåddes, och genom att utnyttja varje provflygning så effektivt som möjligt, bland annat genom att använda lufttankning för att förlänga flygtiderna, kunde utvärderingen avslutas i slutet av 1974. Bägge planen hade bland annat flugit i simulerade luftstrider mot flera olika flygplansmodeller, inklusive F-106, A-37B Dragonfly, F-4 Phantom och MiG-21. I mitten av januari följande år tillkännagavs att YF-16 vunnit kontraktet, och en första serie om 15 flygplan beställdes för USAF:s räkning. Fyra av dessa skulle vara tvåsitsiga flygplan för typskolning. Ungefär samtidigt meddelade flottan att de drog sig ur programmet, då de inte ansåg att det fanns tillräckligt med data som underlag för ett beslut till följd av det forcerade tempot i utprovningen.

### Serietillverkning
General Dynamics hade redan från första början försökt planera YF-16 så att den med relativt små modifieringar skulle kunna utgöra grunden för ett operativt jaktplan. YF-16 saknade radar, och för att kunna bära den AN/APG-66-radar som valdes blev man tvungna att förstora radomen. Radarn var relativt enkel, och var inte kompatibel med radarledda jaktrobotar, vilket gjorde att flygplanet tills vidare endast hade begränsad jaktförmåga. Däremot var planet redan från första början dimensionerat så att det vid behov skulle kunna modifieras att bära även jaktroboten AIM-7 Sparrow. Även andra mått, bland annat spännvidden och storleken på de undre fenorna, gjordes något större. För att öka vapenlasten infördes ytterligare två vapenbalkar, och för att göra underhållet lättare ökades antalet luckor i flygskrovet.
Normalt sett går licenstillverkning till så att den slutgiltiga produktionsstandarden slås fast av tillverkaren, varefter utländska företag börjar förhandla om möjligheten att få tillverka planet på licens. Serietillverkningen av F-16 inleddes parallellt i USA, Nederländerna och Belgien. Dessutom föreskrev avtalet att även i kommande serier tillverkade i USA för inhemskt bruk eller länder i tredje världen skulle vissa delar tillverkas av europeiska underleverantörer. Sammanlagt var ungefär 3 000 företag inblandade i tillverkningen i det här skedet med Fokker, SONACA, SABCA, Per Udsen och Fabrique Nationale som de viktigaste vid sidan av General Dynamics.
I början av 1978 meddelade USAF att man beställde sammanlagt 738 flygplan. I februari respektive april samma år började tillverkningen av flygplan i Belgien och Nederländerna, och i januari 1979 levererades de första flygplanen till USAF och det Belgiska flygvapnet.

## Beskrivning

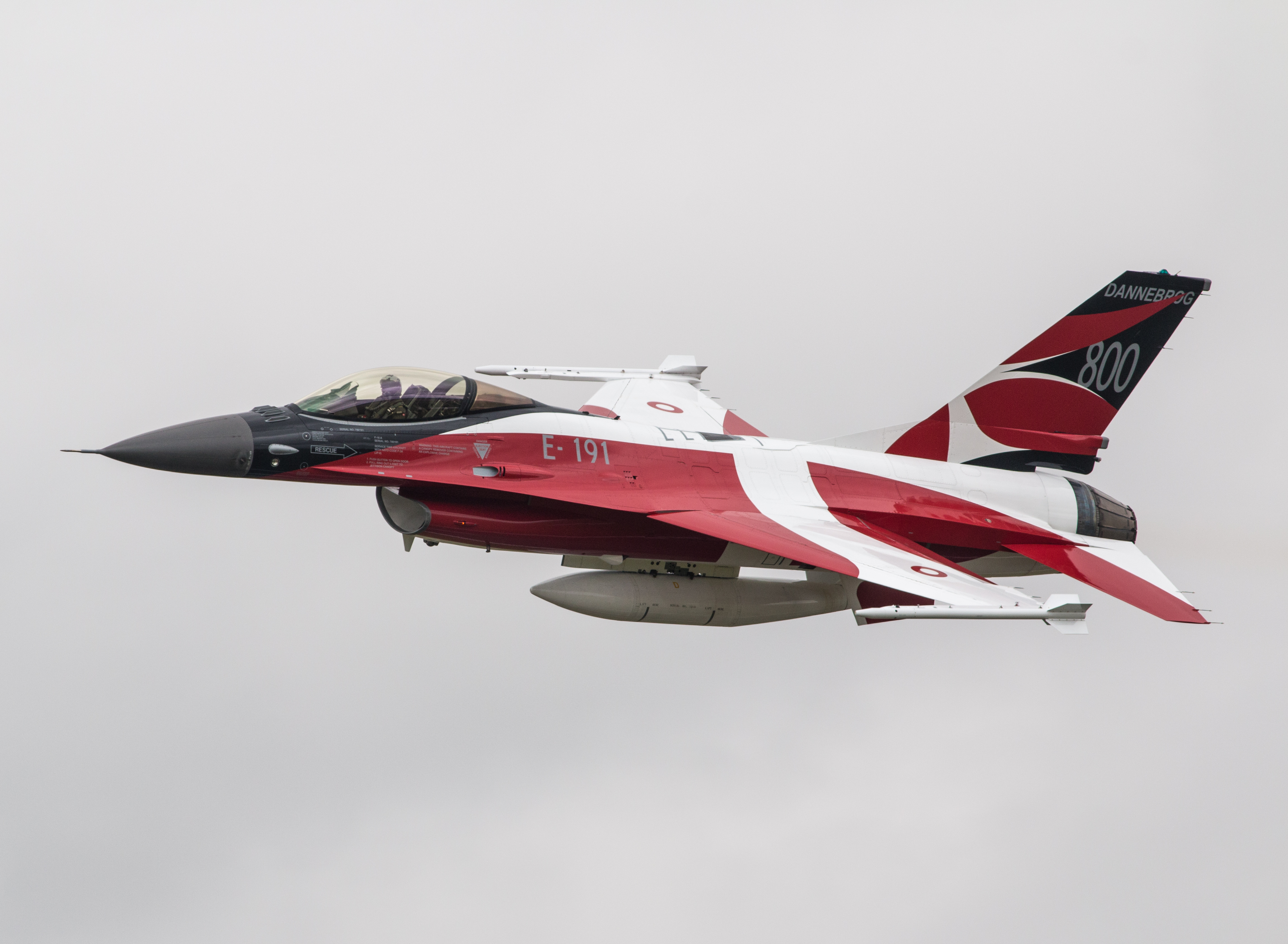
Dansk F-16AM.

F-16 projekterades som ett lätt ensitsigt jaktplan beväpnad med en automatkanon och två AIM-9 Sidewinder jaktrobotar, men kom i serietillverkning som ett jaktplan med sekundära attackuppgifter och begränsad allvädersförmåga. Senare versioner kan bäst beskrivas som medeltunga enhetsflygplan med fullständig allväders- och mörkerförmåga.
Flygplanet är enmotorigt med en deltavinge och ett traditionellt stjärtparti. Flygskrovet och vingen är sammansmält, och luftintaget monterat under flygkroppen. Den stora huven erbjuder ett mycket gott synfält, då den enda bågen sitter monterad bakom piloten. Till följd av sin lilla storlek och kraftiga motor har planet ett dragkraft/vikt förhållande som är bättre än 1:1, vilket ger mycket god prestanda. Piloten sitter i en bakåtlutad katapultstol, och styr planet med en HOTAS (Hands on throttle and stick) som inkluderar ett traditionellt gasreglage på vänster sida och en liten tryckkänslig styrspak till höger. Planet använder sig av så kallad Fly-by-wire-teknik och negativ stabilitet för att ytterligare öka manöverbarheten. Efterhand som nyare versioner har lanserats har cockpiten blivit en så kallad glascockpit som domineras av ett flertal skärmar och där kvarvarande analoga instrument i första hand fungerar som reserver.  De tvåsitsiga versionerna F-16B/D/F har full stridsförmåga men aningen mindre bränslemängd än de ensitsiga motsvarigheterna.
Ursprungligen var flygplanets livslängd beräknad till 8 000 timmar, men beräkningen fick senare justeras ner till 5 500 timmar då planen utsattes för större belastningar än beräknat i operativ tjänst. En viktig orsak var planets användning som lätt attackplan, vilket ledde till att planen rutinmässigt flög med högre vapenlast och på lägre höjd än i rollen som lätt jaktplan. Ett antal modifieringsprogram har därför tagits fram sedan början av 1990-talet för att höja livslängden tillbaka till 8 000 timmar. I takt med att starkare konstruktioner införts i modifieringsprogrammen så har de även installerats på nytillverkade F-16, varför de senaste varianterna igen har en beräknad livslängd på 8 000 timmar direkt från fabriken.

## I tjänst

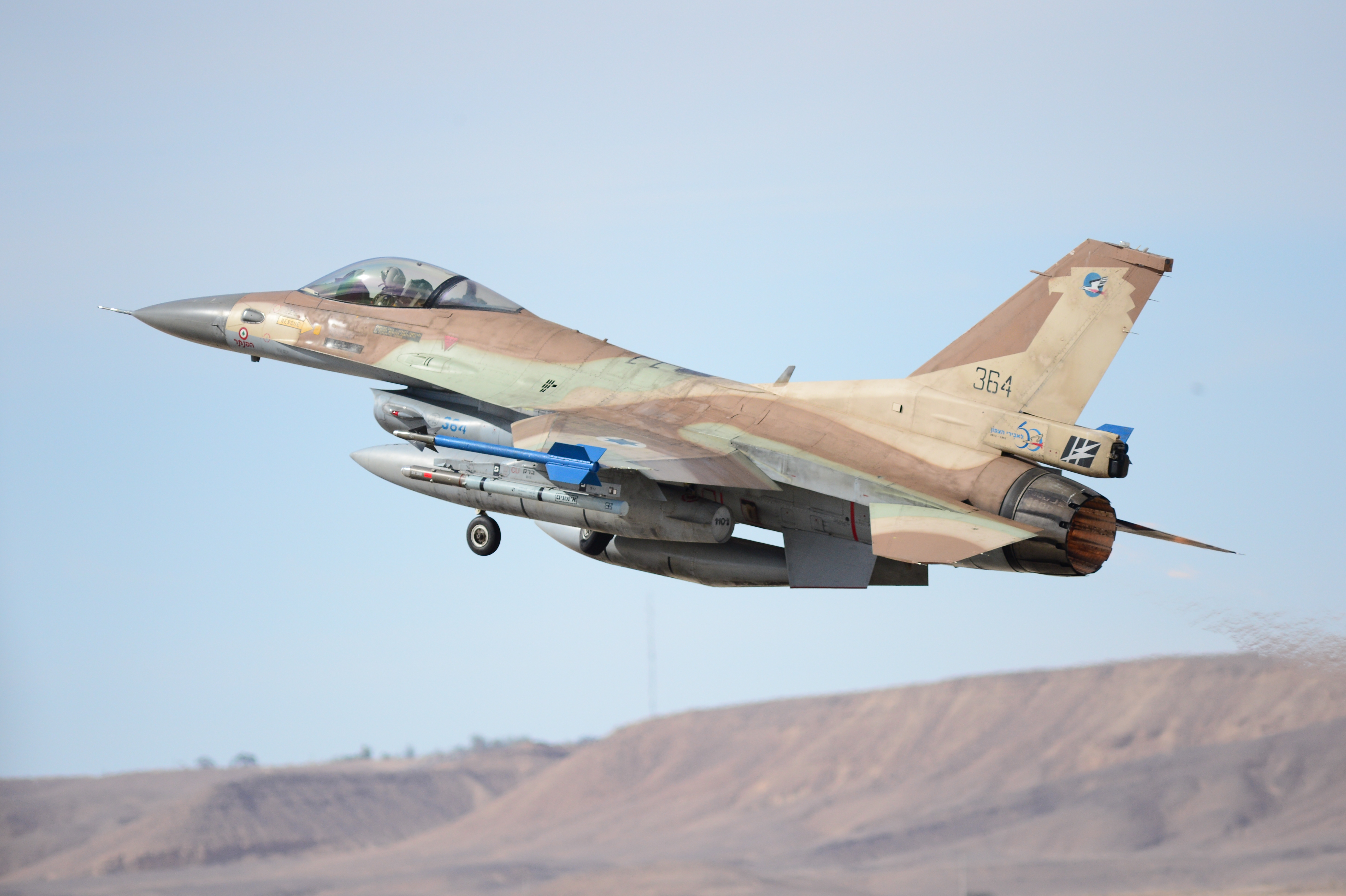
Israelisk F-16C.

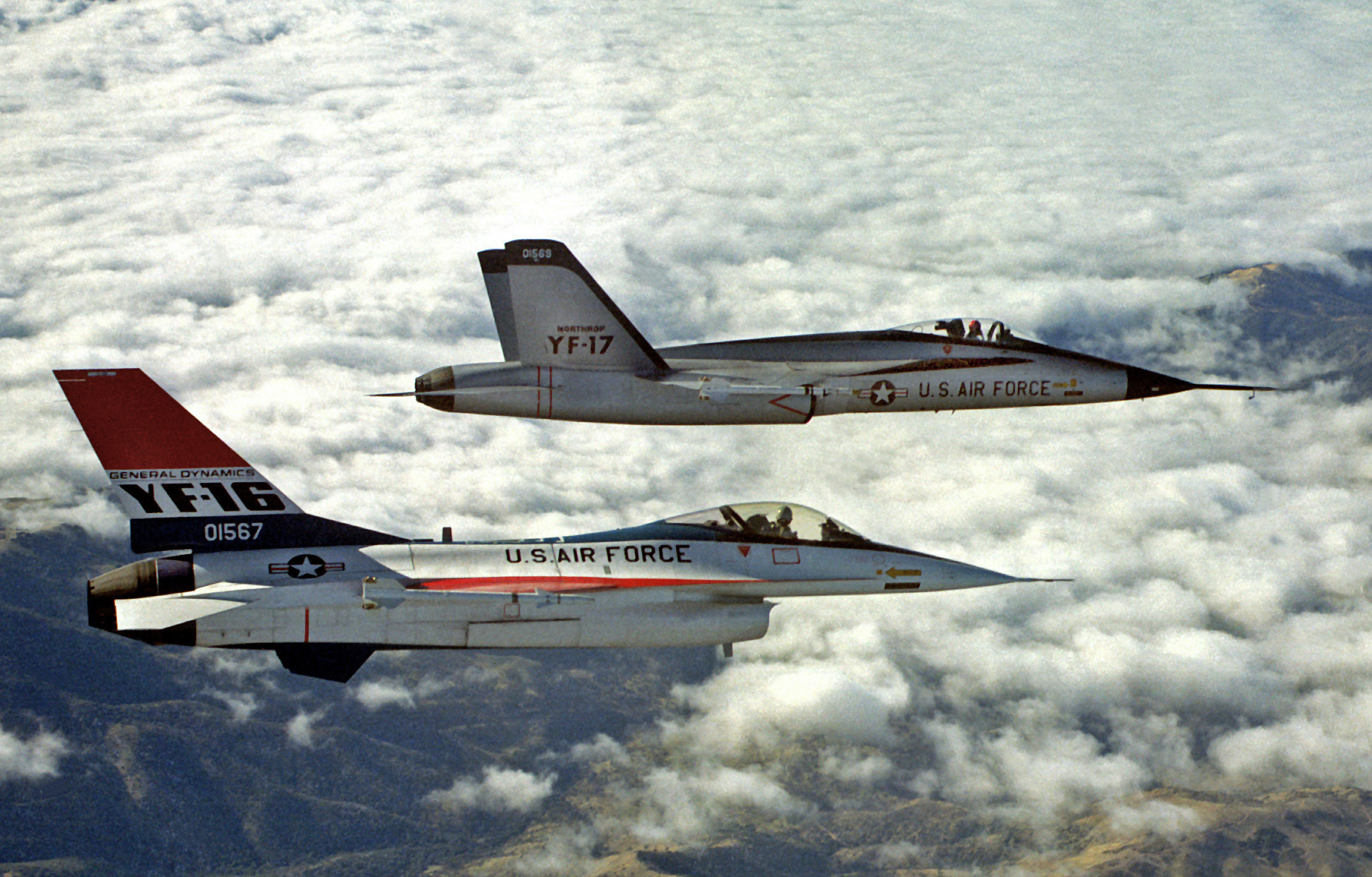
YF-16 och YF-17 Cobra tillsammans i luften under utvärderingen.

Flygplanet kom i tjänst hos 338th Tactical Fighter Wing i Utah i januari 1979, och hos de västeuropeiska exportländerna strax efter det, börjande hos Belgien som tog emot sitt första flygplan i slutet av samma månad. Den första exportkunden utanför de fyra västeuropeiska länderna var Israel, som i slutet av januari 1980 tog emot sina första F-16A/B block 10. En större order till Iran var under förhandling när den iranska revolutionen och Shahens fall satte stopp för planerna.
Israel var det första landet att använda sina plan i strid när en F-16A sköt ner en syrisk Mil Mi-8-helikopter i användning av PLO över Libanon i slutet av april 1981. I juni samma år flög åtta flygplan eskorterade av åtta F-15 Eagle i Operation Opera till Irak och i en precisionsattack slog de ut den irakiska kärnreaktorn i Osirak. En månad senare sköt en israelisk F-16 ner ett fientligt jaktplan, i det här fallet en MiG-21, för första gången. Under Libanonkriget 1982 sköt israeliska F-16 ner 44 syriska flygplan och helikoptrar utan egna förluster. Efter att det syriska flygvapnet till följd av svåra förluster dragits ur striderna i Libanon har F-16 i första hand använts som attackplan av det israeliska flygvapnet, och har spelat en aktiv roll i striderna på Gazaremsan i samband med Al-Aqsa-intifadan, samt i operationer över Libanon.
I amerikansk tjänst kom planets elddop i samband med Kuwaitkriget 1991, där F-16 utgjorde det viktigaste amerikanska stridsflygplanet och stod för 40% av det amerikanska flygvapnets bombräder. Trots det erhöll inte F-16 några bekräftade luftsegrar under kriget, men i december följande år sköt en F-16 ner en irakisk MiG-25 som kommit in i flygförbudszonen i samband med Operation Southern Watch. Det var första gången den nya radarjaktroboten AIM-120 AMRAAM använts i strid och första gången en F-16 skjutit ner ett mål som inte siktats visuellt först. F-16 har också spelat en aktiv roll under striderna på Balkan. Under Bosnienkriget användes F-16 för patrulleringar av flygförbudszonen, och i en luftstrid i februari 1984 sköts sammanlagt fyra J-1 Jastreb ner. Under Operation Allied Force, flygkriget mot Serbien 1999, utgjorde 180 F-16 från sju olika NATO-länder stommen i insatsen. Flygplanen stod för 7500 uppdrag, och erhöll två bekräftade luftsegrar, bägge mot MiG-29. Den ena segern erhölls av en nederländsk pilot.
Under Libyska inbördeskriget 2011 har F-16 från flera NATO-länder, bland andra Danmark och Norge, deltagit i striderna. Inga bekräftade luftstrider har ägt rum.

## Varianter

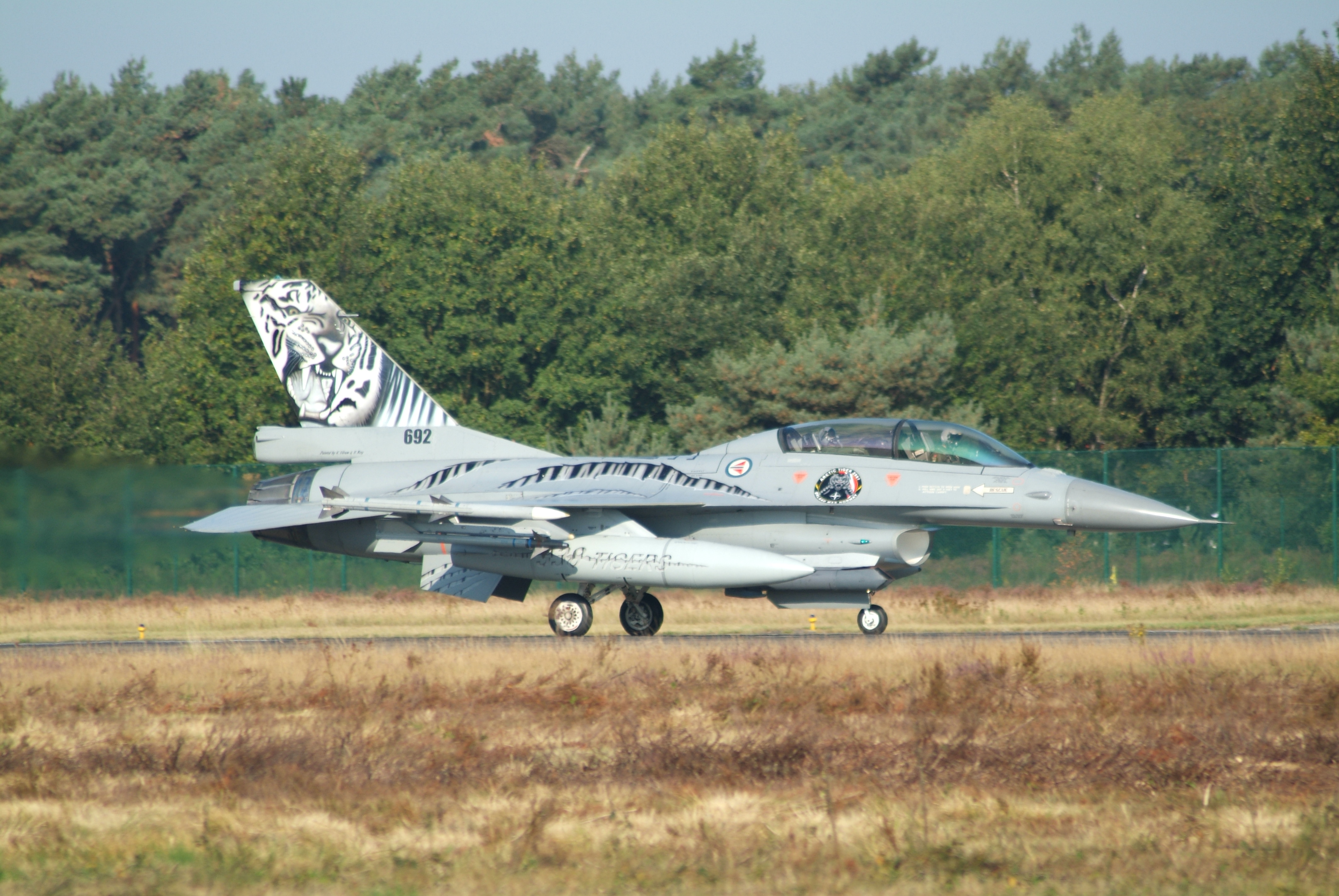
Norsk F-16BM.

F-16 har byggts i ett stort antal varianter som kraftigt skiljer sig från varandra vad gäller bland annat motorer, avionik och beväpning. Förutom det traditionella systemet med bokstavssuffix så används också ett system med blocknummer. Systemet bygger på att inledningsvis vart femte, senare vart tionde, nummer används för att markera ett nytt block, med undantaget att det första blocket fick nummer ett istället för noll. Ingen skillnad görs i blockbeteckningen mellan ensitsiga och tvåsitsiga maskiner.
Från och med block 30 började två skilda motoralternativ erbjudas, där flygplan med motorer från General Electric har blocknummer som slutar på noll, medan motsvarande variant med en Pratt & Whitney har blocknummer som slutar på 2. Det innebär att block 30 och 32 är motsvarande varianter, men med olika motorer.
Suffixen skiljer däremot på ensitsiga och tvåsitsiga versioner, där A och B betecknar samma version, A i ensitsigt utförande och B i tvåsitsigt. Block 1, 5, 10, 15 och 20 betecknas med suffixen A och B, block 25, 30/32, 40/42, 50/52 betecknas C/D och block 60 går under beteckningen E/F. Förutom det här grundsystemet finns ett antal undantag, bland annat i samband med moderniseringar av äldre varianter.

### F-16A/B

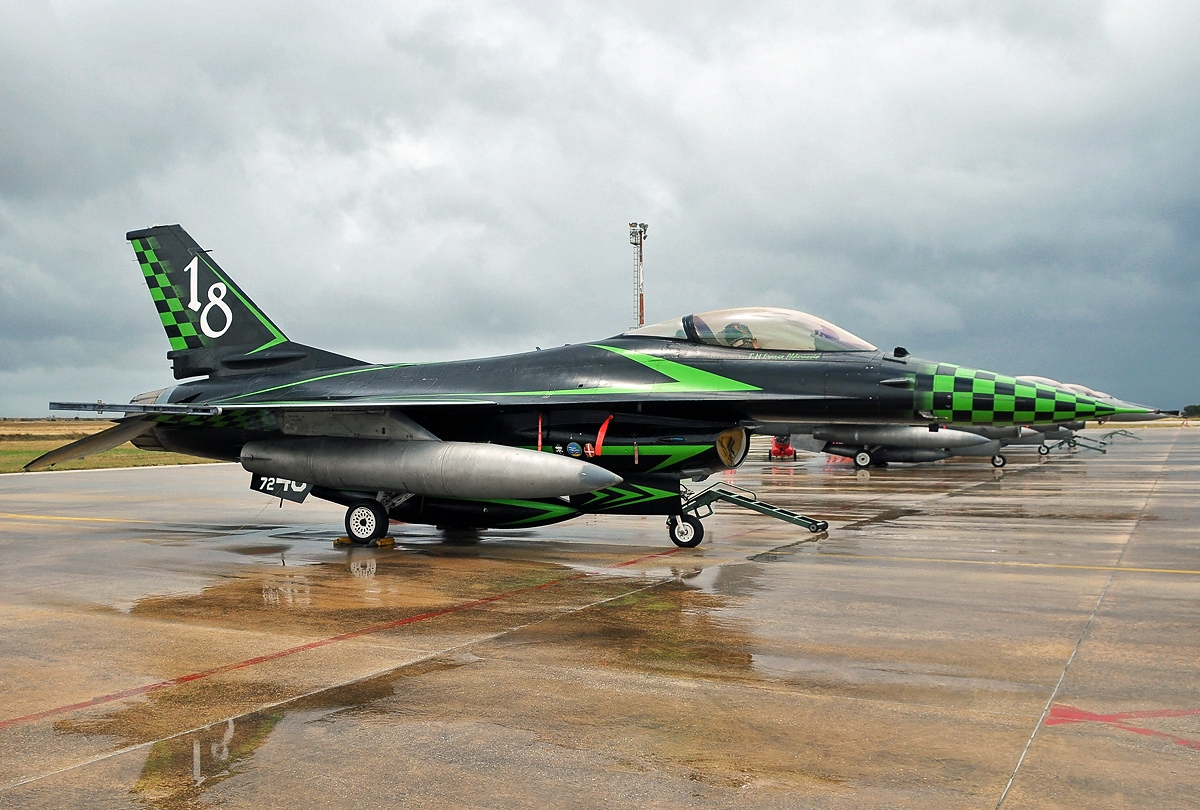
Italiensk F-16A.

F-16A/B har endast begränsad allvädersförmåga, och saknar möjlighet att bära radarjaktrobotar. Standardbeväpningen utgörs av AIM-9P/L Sidewinder, raketer och frifallande bomber. Tvåsitsiga F-16B har full stridsförmåga på bekostnad av 680 kg bränsle. De första serietillverkade flygplanen var av block 1 standard, men efterhand som erfarenheter av flygplanen på förband kom in så gjordes smärre justeringar på produktionslinjen vilket resulterade först i block 5 och sedan i block 10. Alla block 1 och 5 plan modifierades senare till block 10 standard.  USAF tog planen ur tjänst i början av 1990-talet efter problem med efterbrännkammaren och sprickbildning i vingarna.
Block 15 lanserade den förstorade stabilisatorn som har varit standard sedan dess. I samband med block 15 godkändes också en högre max startvikt. Flygplanen utrustades med en moderniserad version av radarn med TWS-mod (Track while scan) betecknad AN/APG-66(V)2. Med början år 1986 modifierade USAF 270 flygplan till F-16 A/B ADF-standard (Air defence fighter) Flygplanen fick möjlighet att bära AIM-7 Sparrow radarjaktrobotar, vilket gav möjlighet att bekämpa mål utom synhåll, så kallad BVR-kapabilitet. Då USAF börjat motta leveranser av F-16C/D block 25 utrustades från och med år 1988 F-16A/B block 15 som byggdes för export med flera delsystem från block 25. Den nya varianten fick beteckningen F-16A/B OCU (Operational capabilities upgrade). Avioniken 
moderniserad på flera områden, bland annat vad gäller eldledning och navigering. Beväpningsalternativen inkluderar Penguin Mk.3 sjömålsrobot och AGM-65 Maverick attackrobot. Motorn är av den uppgraderade F100-PW-220E-varianten. Både block 10 och 15 är tagna ur tjänst ur det amerikanska flygvapnet.
De västeuropeiska länderna genomförde under senare halvan av 1990-talet en uppgradering av sina block 15 med beteckningen F-16AM/BM block 15 MLU. Programmet är baserat på block 50, och innefattar flera delsystem därifrån. I programmet ingick bland annat vidvinkel Head-up display (siktlinjesindikator), glascockpit och förbättrade beväpningsalternativ (med bland annat möjlighet att bära jaktroboten AIM-120 AMRAAM). Belgien och Nederländerna har senare exporterat surplusflygplan till Chile, Jordanien och Pakistan.
Block 20 är en exportvariant såld till Taiwan. Motsvarar långt F-16A MLU, och är i likhet med den utrustad med delsystem från block 50, bland annat snabbare datorer och AN/APG-66(V)3 radar samt möjlighet att bära AIM-7 Sparrow, AIM-120 AMRAAM, AGM-84 Harpoon sjömålsrobot och LANTRIN spaningskapsel.
Beteckningarna RF-16A (Danmark) och F-16A(R) (Belgien och Nederländerna) förekommer för flygplan som är utrustade att bära spaningskapslar.

### F-16C/D

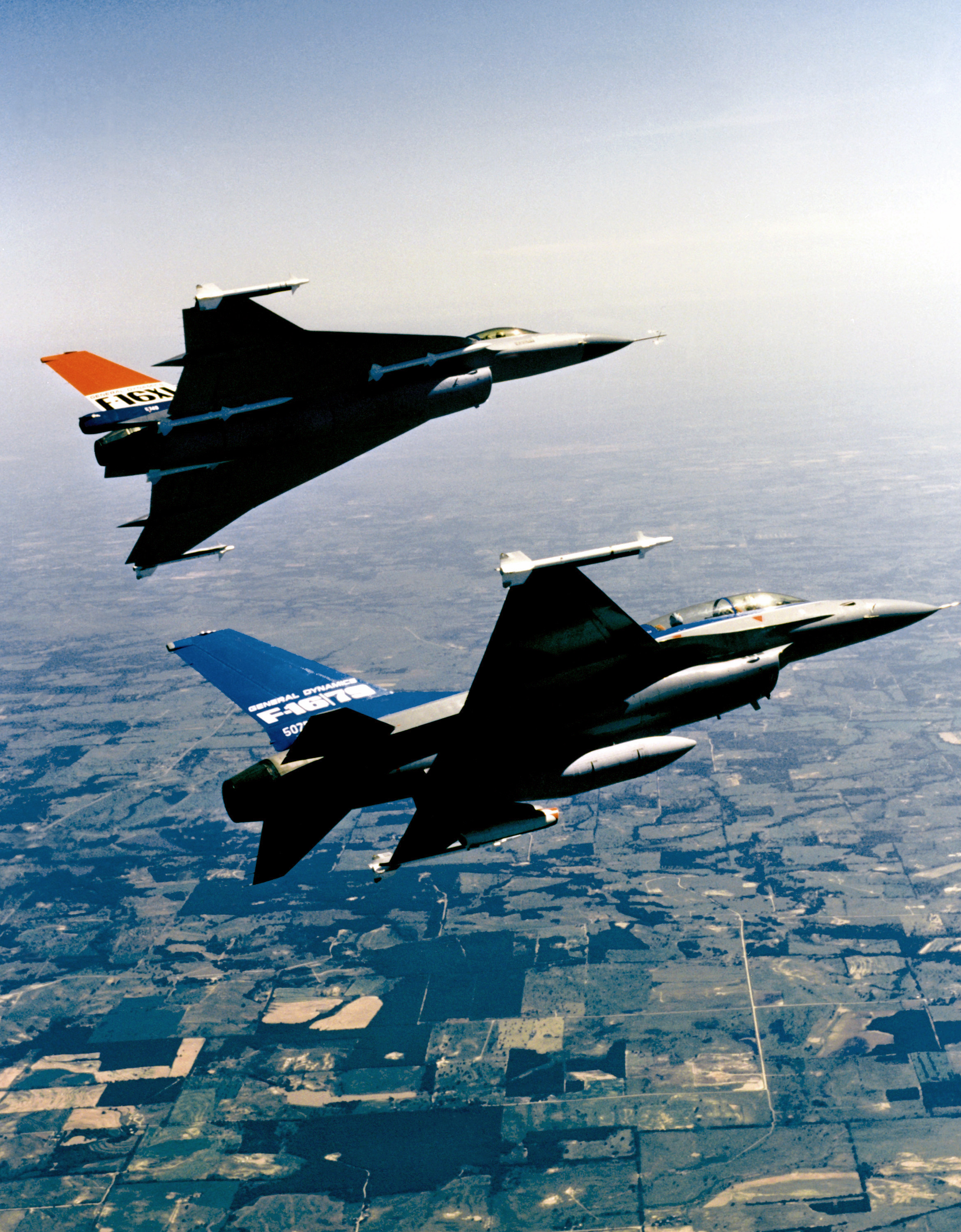
F-16XL i formation med F-16/79.

Block 25 var den första varianten som betecknades med de nya suffixen C/D. Ur AN/APG-66 hade en ny radar utvecklats, med beteckningen AN/APG-68, och den ersatte nu den äldre radarn. Cockpiten modifierades också, och avioniken förbättrades och utökades för att ge bättre möjlighet att flyga attackuppdrag nattetid. Planet fick också nyare versioner av F-100 motorn, först F-100-PW-200 och senare -220E.
Med block 30/32 infördes möjligheten att förutom F-100 kunna använda General Electrics F-110. F-110 var en dubbelströmsmotor utvecklad ur F-101 som använts på YF-17, och gav mer kraft än F-100. Den behövde också mer luft, vilket gjorde att luftintaget förstorades. Beväpningen utökades till att också inkludera signalsökande robotar i form av AGM-45 Shrike och AGM-88 HARM, samt den moderna radarjaktroboten AIM-120 AMRAAM. De signalsökande robotarna var ännu inte helt integrerade. USAF:s uppvisningsgrupp USAF Thunderbirds använder sig av varianten, även om den i övrigt är på väg ur tjänst i USAF till förmån för senare modeller. Amerikanska Air National Guard har däremot kvar den i stort antal, och har genomfört ett antal uppgraderingar som fått beteckningen F-16C++. Dessa inkluderar möjlighet att bära spaningskapseln LITENING och JDAM GPS-styrd bomb samt modifieringar av navigeringsutrustningen.
Block 40/42 betecknas ibland F-16CG/DG och har smeknamnet Night Falcon, detta då programmet i huvudsak gick ut på att förbättra möjligheten att operera under mörker och i dåligt väder. Planen kan utrustas med LANTRIN-spaningskapsel och har förbättrad radarutrustning och GPS.
Nästa stora förändring var block 50/52. Bägge motoralternativen förnyades i form av F110-GE-129 respektive F100-PW-229 som bägge ger 129 kN dragkraft. Vissa förbättringar av avioniken, bland annat ny radarvarnare, kom också i bruk i och med block 50/52. En ny variant av radarn, AN/APG-68(V)5, introducerade nya radarmoder, och planen försågs även med en ny siktlinjesindikator anpassad för bildförstärkare. AGM-88 HARM integrerades också bättre i och med block 50/52 jämfört med tidigare versioner.
Då det amerikanska flygvapnet räknar med att block 40/42/50/52 kommer att finnas i tjänst fram till 2025 innan de ersätts av Lockheed Martin F-35 så togs med början år 2000 ett modifieringsprogram fram som går under beteckningen CCIP, Common Configuration Implementation Program. CCIP syftar till att 650 F-16 i amerikansk tjänst ska ha samma hård- och mjukvara. Modifierade flygplan har beteckningen F-16CM/DM.
I samband med att USAF tog sina F-4G Wild Weasel uppstod ett behov av att hitta en ny plattform för bekämpning av fientliga luftvärnsställningar. Därför modifierades 100 flygplan med kapseln ASQ-123 till Block 50D/52D vilket till slut gav en fullständig integrering av AGM-88 HARM. Beteckningen F-16CJ/DJ används också för dessa flygplan, men den är inte officiell. Enligt den israeliska flygplansexperten Shlomo Aloni har det israeliska flygvapnet har en motsvarande inhemsk variant med beteckningen F-16 Brakit i tjänst. Planet är utrustad med israeliska störsändare och motmedelssystem och specialiserat på anfall mot luftvärn och radaranläggningar. Närmare information är inte tillgänglig till följd av den stränga sekrets som det israeliska försvaret vidhåller.

### F-16E/F samt block 50/52+

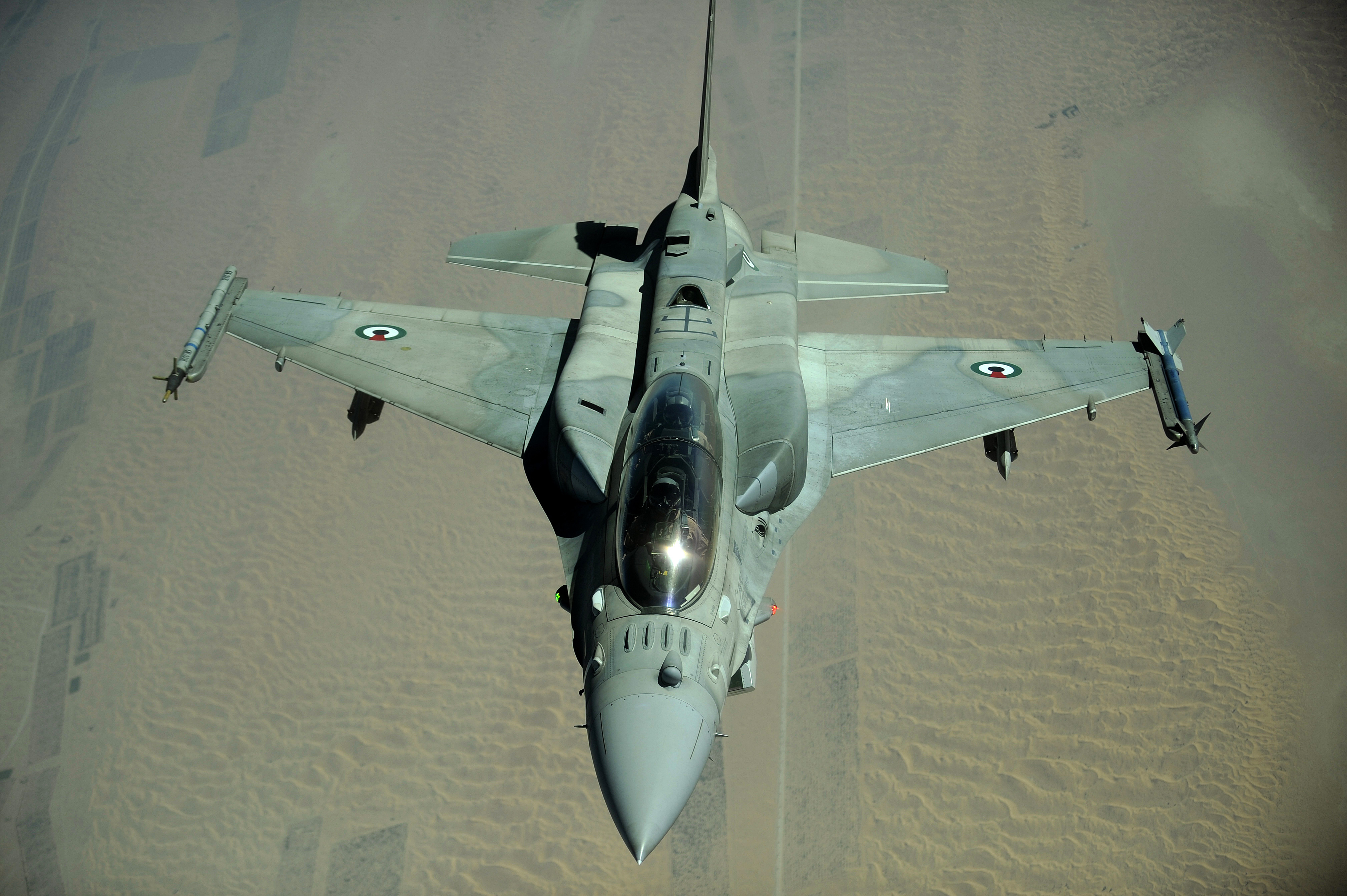
F-16E Desert Falcon.

Varianten Block 60/62 används inte av USAF, utan är endast för export. Exportländerna kan själva välja vilka egenskaper och delsystem de vill ha, vilket gör att olika länders versioner skiljer sig åt. Förenade arabemiraten är den första, och hittills enda, kunden som köpte Block 60 under beteckningen F-16E/F Desert Falcon. Planen utrustades med avancerade motmedelssystem och FLIR inbyggda i flygkroppen, konforma bränsletankar på flygkroppens översida och den mycket avancerade AN/APG-80 AESA-radarn. De konforma bränsletankarna ger Block 60/62 ett karakteristiskt utseende jämfört med tidigare versioner, men de kan även monteras bort i fält.
Ett antal kunder har köpt flygplan som långt motsvarar block 60/62, men som saknar AESA-radar. Dessa betecknas ofta med den gemensamma beteckningen block 50/52+, men skiljer sig sinsemellan. De israeliska F-16I Sufa är den numerärt viktigaste, och är utrustade med APG-68(V)9-radar och israeliska konforma bränsletankar. En stor del av avioniken är utbytt till israeliska system. Övriga användare inkluderar Grekland, Polen och Pakistan.
En avancerad variant under beteckningen F-16IN Super Viper tävlar om det indiska MRCA-kontraktet. Planet är en vidareutveckling av F-16E/F, och använder också den AN/APG-80.
Den senaste varianten är F-16V Block 70/72.

## Övriga varianter
Amerikanska flottan använde lätt modifierade block 30/32 som motståndarplan inom ramen för sitt United States Navy Strike Fighter Tactics Instructor program (programmet är bättre känt under smeknamnet "TOPGUN") med beteckningen F-16N för ensitsiga och TF-16N för tvåsitsiga plan. Till följd av den hårda användning som planen utsattes för fick de tas ur bruk relativt fort, och har numera ersatts med omodifierade F-16A/B.
En förstorad markattackvariant med beteckningen F-16XL tävlade om, och förlorade, ett kontrakt för ett nytt attackplan till USAF. Kontraktet gick istället till McDonnell Douglas F-15E Strike Eagle.
Ett antal försöksversioner har förekommit under åren, främst för att undersöka möjligheterna att öka flygplanets manövrerbarhet. Dessa inkluderar bland andra YF-16 CCV, HiMAT och F-16 Agile Falcon.
Till följd av exportbegränsningar för motorn i början av projektet togs en variant utrustad med den gamla J79 motorn fram under beteckningen F-16/79. Planet fick inga beställningar, utan stannade endast på prototypstadiet. Senare lyftes restriktionerna, vilket gjorde modellen onödig.

## Besläktade flygplan

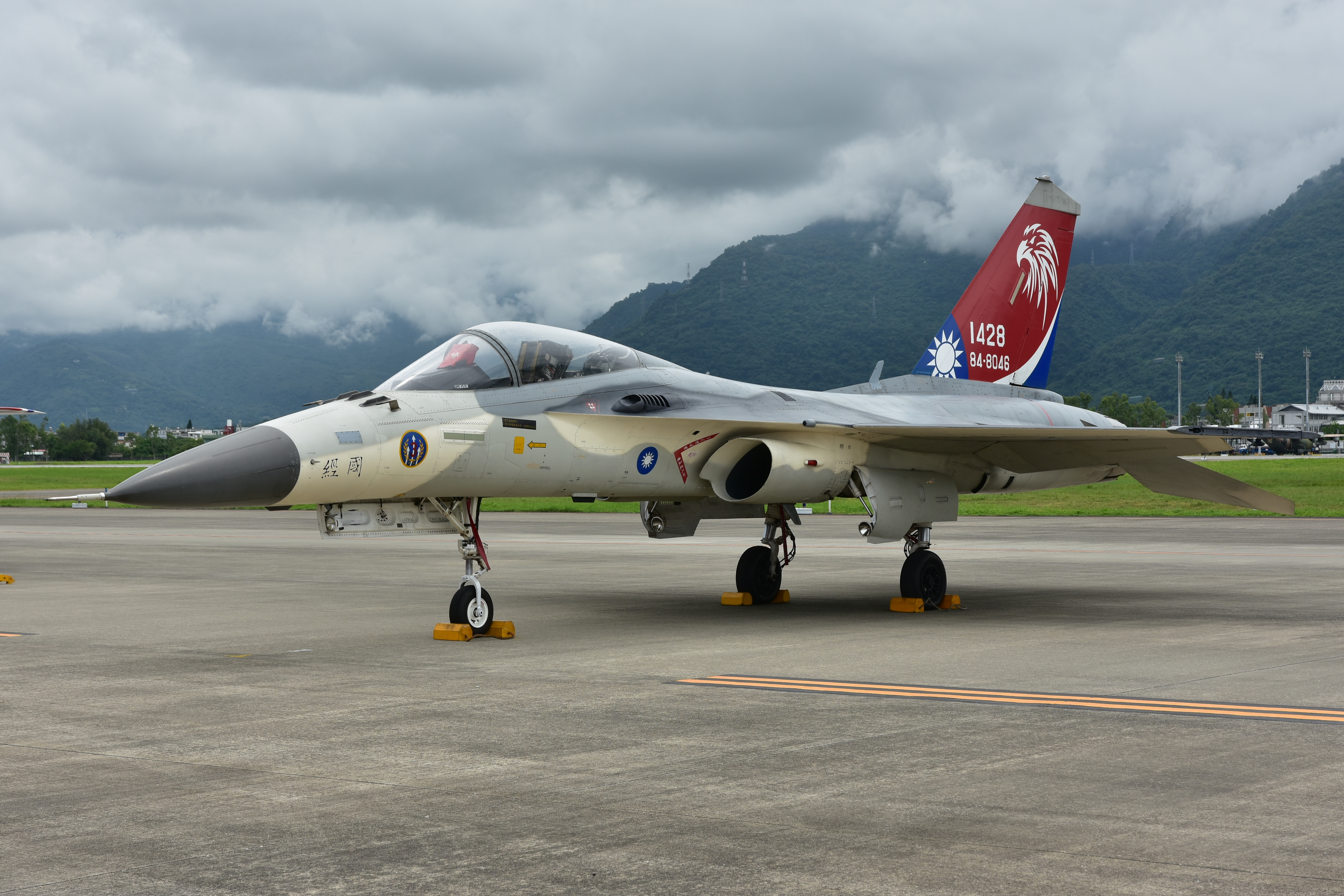
AIDC F-CK-1A Ching-Kuo.

Fyra andra stridsflygplan byggda runt om i världen är baserade på F-16 projektet. Av dessa stannade IAI Lavi på prototypstadiet medan de övriga serietillverkades.

### AIDC F-CK-1 Ching-Kuo
Då USA:s regering inte gav Taiwan tillstånd att köpa Northrop F-20 Tigershark i början av 1980-talet beslöt sig den Taiwanesiska regeringen för att utveckla ett eget stridsflygplan. Det amerikanska embargot gällde inte teknisk assistans, varför ett flertal amerikanska företag deltog i projektet. Bland dessa hade General Dynamics hand om själva flygkroppen, som är byggd med en sammansmältning av vingen och flygkroppen liknande den som används för F-16. Även Golden Dragon GD-53-radarn innehåller viss teknik framtagen för AN/APG-66-radarn som F-16A/B använder. Det första flygplanet flög 1989, och sammanlagt 130 flygplan tillverkades innan tillverkningen lades ner år 2000.

### IAI Lavi
Efter de framgångsrika IAI Nesher och IAI Kfir bestämde sig den israeliska flygplanstillverkaren Israel Aerospace Industries för att ta fram ett nytt jakt- och attackplan för det israeliska flygvapnets behov. Projektet inleddes officiellt 1981, och planet skulle i första hand vara ett attackplan med sekundär jaktförmåga. Flygplanet var en mycket avancerad konstruktion för sin tid, med en stor mängd kompositmaterial och canardvinge. För att erhålla så bra prestanda som möjligt i både normal flygning och under stridsmanövrar hade ungefär 50 olika vingprofiler studerats. Motorn som skulle driva planet, PW1120, var skräddarsydd för israeliska behov av Pratt & Whitney. Till följd av amerikanskt motstånd mot projektet, som sågs som ett hot mot F-16 på exportmarknaden, och ett erbjudande om att sälja modernare F-16-varianter till Israel så lades projektet ner 1987. Sammanlagt tre prototyper byggdes.

### Chengdu Jian-10

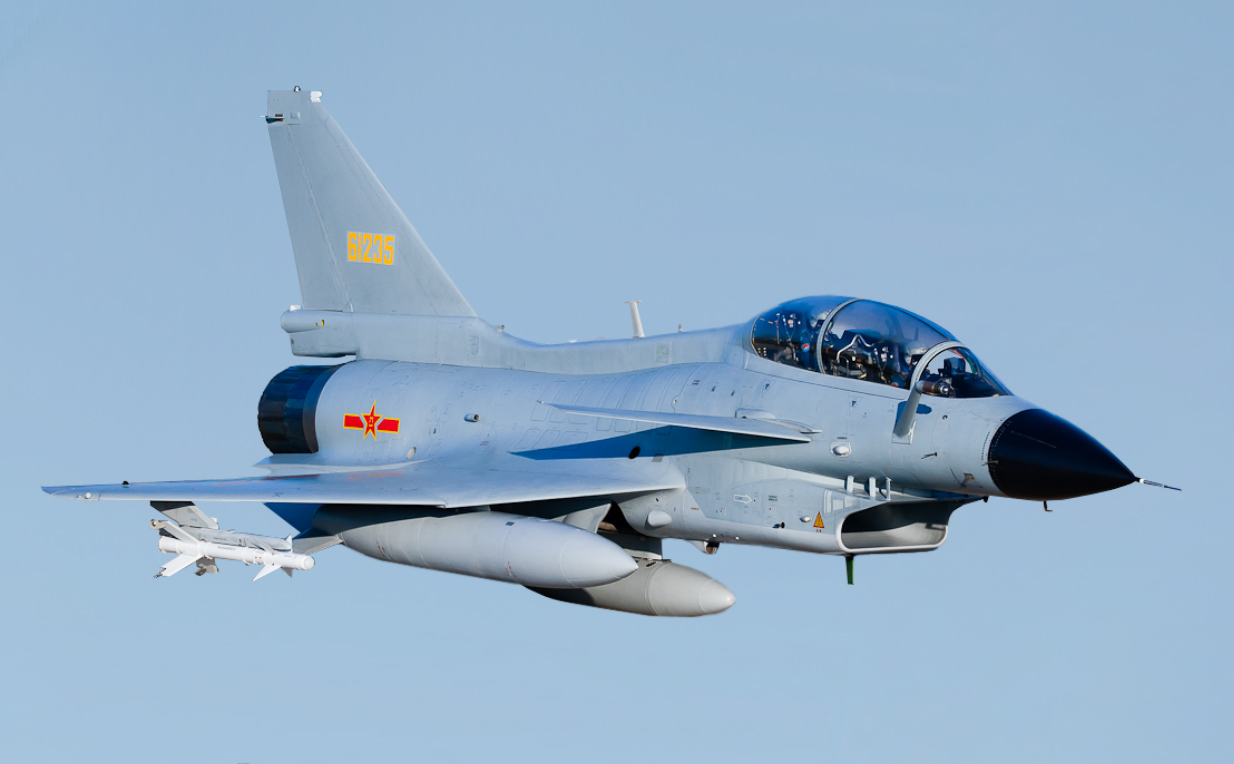
Chengdu Jian-10.

Kinesiska Chengdu hade sedan det inhemska J-9-projektet lades ner i slutet av 1970-talet studerat möjligheten att bygga ett nytt inhemskt jakt- och attackplan, men det var först i början av 1990-talet som arbetet med J-10 sköt fart på allvar. Vid det laget hade man inlett ett samarbete med israeliska IAI vars avbrutna Lavi i mycket motsvarade kraven som ställdes. För J-10 prioriterades attackrollen, och planet skulle bli rejält större än F-16 för att kunna ha längre räckvidd tack vare en större intern bränslelast. Den ryska AL-31FN-motorn var också klart större än PW1120 som skulle ha monterats i Lavin. Framförallt så hade Kina inte möjlighet att tillverka de avancerade delarna i kompositmaterial som en direkt kopia av Lavi förutsatte, varför planen trots det snarlika utseendet skiljer sig markant från varandra i flera avgörande detaljer.
Efter att kinesiskt spionage riktat mot amerikanska kärnvapen satte USA press på Israel att avbryta det militära samarbetet, vilket ledde till att IAI drog sig ur samarbetet i början av 2000-talet. Det innebar att flera israeliska nyckelsystem, bland annat radarn, ersattes med ryska motsvarigheter. Den första prototypen flög redan 1998, men programmet har uppenbarligen lidit av kraftiga förseningar sedan dess. Det ryktas bland annat att den andra prototypen havererat.
Planets prestanda är till stora delar hemligstämplat. En västerländsk flygplansexpert bedömer planet som aningen mindre manövrerbar än F-16A i en luftstrid, men noterar samtidigt att planet verkar vara ett utmärkt attackplan med lång räckvidd och hög vapenlast. Det stora frågetecknet är om de planerade israeliska allväderssystemen kan ersättas, i annat fall blir planets förmåga att kunna slå till i dåligt väder och mörker kraftigt lidande.
Enligt uppgift så är planet sedan 2004 fullt operativt inom det kinesiska flygvapnet, som tagit emot ungefär 100 flygplan mellan 2004 och 2006. En tvåsitsig version betecknad J-10S finns också, operativ sedan 2005, och en uppgraderad ensitsig version med beteckningen J-10B ska ha flugit första gången i början av 2009.

### Mitsubishi F-2

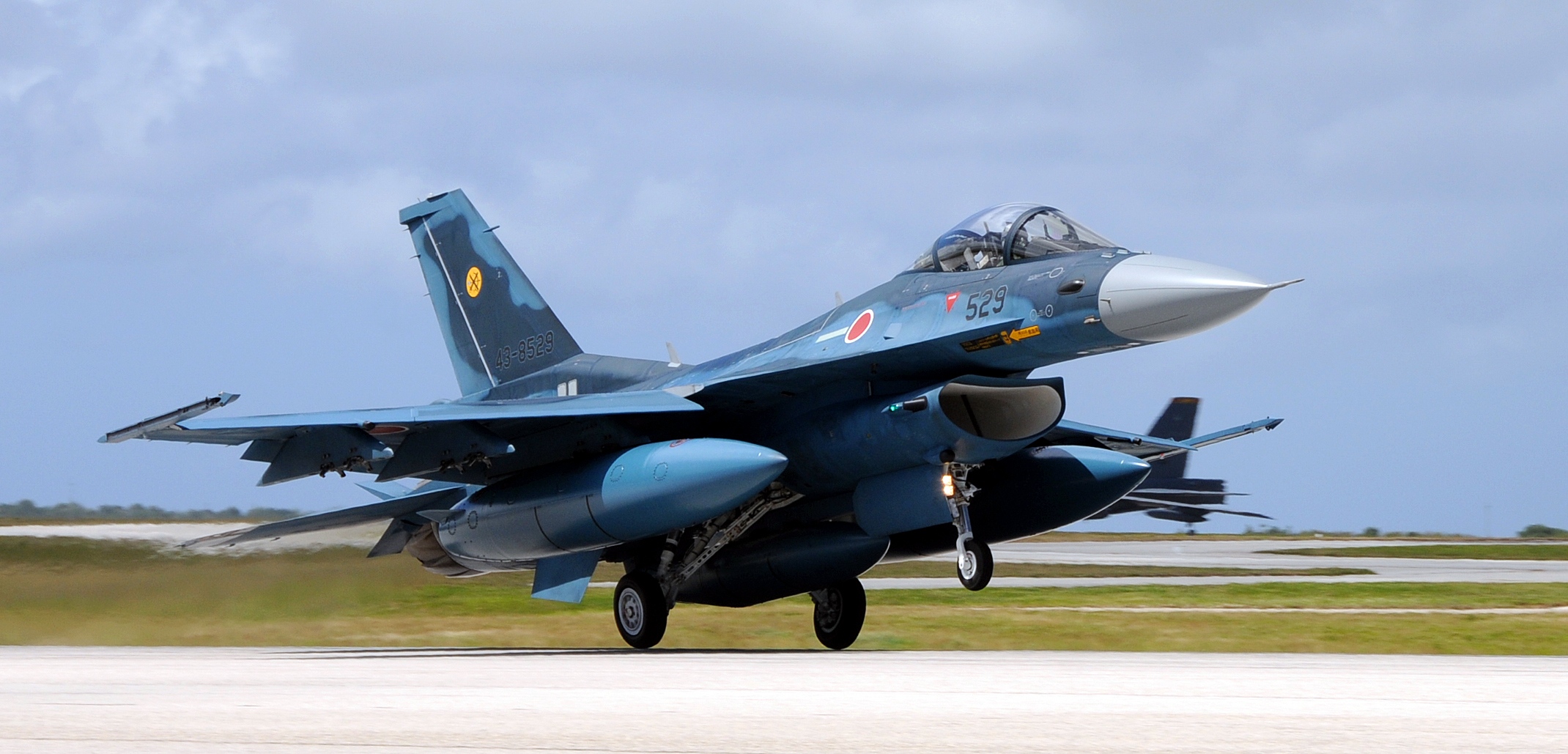
Mitsubishi F-2 i karakteristiskt blått kamouflage.

1987 bestämde det japanska flygvapnet att Mitsubishi skulle få ta fram ett nytt stridsflygplan med F-16C/D som bas för att ersätta de äldre Mitsubishi F-1 attackflygplan och Mitsubishi T-2 skolningsplan som då var i tjänst. Dessutom skulle planet ha en sekundär jaktförmåga. Projektet har varit mycket kontroversiellt då det drabbats av omfattande förseningar och skenande kostnader, vilka lett till att en F-2 kostar åtminstone lika mycket som fyra F-16C block 50.
Planet har 25% större vingyta, och är längre än F-16C. En bromsskärm är installerad i planet som standard, och planet har ett integrerat motmedelssystem. Beväpningen och avioniken består både av inköpta amerikanska och inhemska delsystem.
De första planen kom i tjänst 2000, och sammanlagt ska 130 flygplan tillverkas, fördelade på 83 ensitsiga F-2A och 47 tvåsitsiga F-2B. F-2B har full stridsförmåga men lägre bränslelast, och kan användas både för typskolning och operativa uppdrag. 18 flygplan skadades i samband med en tsunami i mars 2011.

## Användare

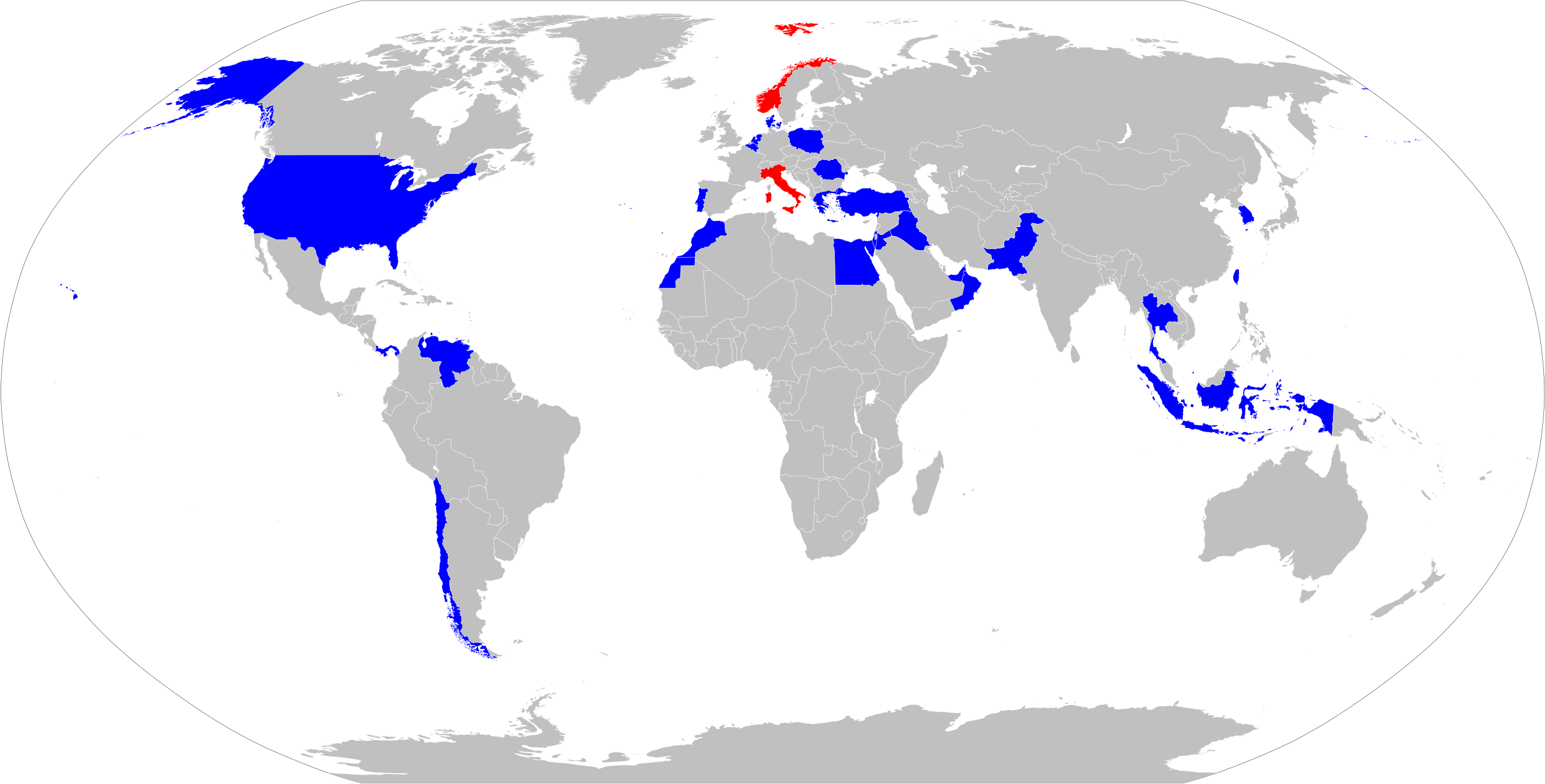
Länder med F-16 i tjänst (blått) mars 2022. Tidigare användare i rött.

I juni 2018 meddelade Lockheed Martin att 4604 F-16 har tillverkats. Enligt FlightGlobal är 2084 plan i tjänst år 2025. År 2025 har planet avvecklats i fyra länder, och är i tjänst i 27 länder. Följande tabell beskriver läget:
| Användare             | Varianter                                                 | Köpta/I tjänst)   | Kommentar |
| --------------------- | --------------------------------------------------------- | ----------------- | --- |
| Argentina             | F-16A/B Block 10/15 MLU                                   | 24/               | Köpta från Danmark. |
| Bahrain               | F-16C/D Block 40                                          | 24+4              | 7 F-16C/V beställda. |
| Belgien               | F-16A/B Block 15 MLU                                      | 160/43+8          | Planerar överföra 30 plan till Ukraina åren 2025-2028, varav 2 st år 2025 och 2 st år 2026. |
| Bulgarien             | F-16E/F Block 70                                          | 16/1              | |
| Chile                 | F-16A/B Block 20 MLU, F-16C/D Block 50                    | 46/35+11          | 37 köpta från Nederländerna. |
| Danmark               | F-16A/B Block 1/5/10/15 MLU                               | 60+17/48          | 14 i reserv. 24 sålda till Argentina. 12 av 19 plan överförda till Ukraina. |
| Egypten               | F-16A/B/C/D Block 15/32/40/52                             | 240/168+50        | |
| Grekland              | F-16C/D Block 30/50/52/70/72                              | 170/84+38         | 123 C/D uppgraderade till Block 72. 32 avvecklade Block-30. |
| Indonesien            | F-16A/B Block 15 OCU, F-16C/D Block 25                    | 12+24/7+24        | 7 av 10 AM/BM uppgraderade till EMLU. |
| Irak                  | F-16C/D IQ                                                | 36/26+8           | [ 60 ] [ 61 ] |
| Israel                | F-16A/B Block 1/5/10, F-16C/D Block 30/40, F-16I Block 52 | 362/174+49        | |
| Italien               | F-16A/B Block 15 ADF                                      | (30+4)/0          | Leasade från USA 2003-2012. |
| Jordanien             | F-16A/B Block 15 ADF/20 MLU                               | 79/44+15          | 13+2+6 köpta från Nederländerna. 12 F-16V beställda. |
| Marocko               | F-16C/D Block 52                                          | 16+8/15+8         | 24 F-16V beställda. |
| Nederländerna         | F-16A/B Block 15 MLU                                      | 213/0             | 37 har kraschat. 18 har skrotats. 12 för visning. 37 sålda till Chile och 21 till Jordanien. 18+6 överförda till Ukraina.                                                                                         |
| Norge                 | F-16A/B Block 10/15 MLU                                   | 74/0              | 32 sålda till Rumänien. 12 sålda till US group Draken International. 6+8 plan doneras till Ukraina under 2024-2025, men exakt när hålls hemligt av säkerhetsskäl.                                                 |
| Oman                  | F-16C/D Block 50                                          | 18+6/17+6         | |
| Pakistan              | F-16A/B Block 15 OCU, F-16C/D Block 52                    | 80/44+31          | |
| Polen                 | F-16C/D Block 52                                          | 36+12/36+12       | |
| Portugal              | F-16A/B Block 15 MLU                                      | 38+7/21+4         | 45 köpta av USAF. 17 sålda till Rumänien. |
| Rumänien              | F-16 AM/BM                                                | 49/29             | 32 köpta från Norge och 17 från Portugal. |
| Singapore             | F-16A/B Block 15 OCU, F-16C/D Block 52                    | 70/62             | Donerat 3+4 plan till Thailand som tack för träningsmöjligheter. |
| Slovakien             | F-16E/F Block 70/72                                       | 14/2              | [ 75 ] |
| Sydkorea              | F-16C/D Block 32/52                                       | 180/118+49        | |
| Taiwan                | F-16A/B Block 15/20                                       | 115/51            | 66 Block 70 beställda. |
| Thailand              | F-16A/B Block 10/15 OCU/ADF/20 MLU                        | 43+11/35+12       | Fått 3+4 plan av Singapore som tack för träningsmöjligheter. |
| Turkiet               | F-16C/D Block 30/40M/50M/50+                              | 270/234           | 40 F-16 Viper Block 70 beställda. |
| Förenade arabemiraten | F-16E/F Block 60                                          | 80/55+21          | |
| Ukraina               | F-16A/B Block 20 MLU                                      | 50/47             | 24 plan från Nederländerna och 12 från Danmark. Norge planerar slutföra överföring av 6+8 plan under 2025. Belgien planerar överföra 30 plan 2025-2028, varav 2 st år 2025 och 2 st år 2026. 3 plan har kraschat. |
| USA                   | F-16A/B Block 15 OCU, F-16C/D Block 25/30/32/40/42/50/52  | 2231/875          | Tidigare i tjänst: 924 |
| Venezuela             | F-16A/B Block 15                                          | 18+6/3+1 eller 15 | 3 plan har kraschat. Olika referenser rapporterar helt olika antal plan i tjänst, och beväpning är oklar. |

Där inte annat anges utgörs tabellens källor av F-16.net för antal och Hunter, Jamie (2010) för varianterna. Ifall endast en siffra anges vid "Antal" är detta antalet levererade plan. Om en siffra anges under punkten "I tjänst" räknas sålda plan och större nedskärningar inom respektive flygvapen bort, men inte nödvändigtvis flygplan förlorade i enstaka olyckor.

## Framtida användare
Ukraina Den 20 augusti 2023 meddelade Nederländerna och Danmark att de skänker upp till 61 F-16 till Ukraina. I augusti 2024 bekräftade president Volodymyr Zelenskyj att de första planen hade levererats till Ukraina och tagits i bruk.